# دمچر
دمچر (به مجاری:  Demecser) یک منطقهٔ مسکونی در مجارستان است که در سابولچ-ساتمار-برگ واقع شده‌است. دمچر ۳۶٫۹۹ کیلومتر مربع مساحت و ۴٬۲۰۵ نفر جمعیت دارد.